# Zen a umění psát
Zen a umění psát (1990, Zen in the Art of Writing) je sbírka dvanácti esejů amerického spisovatele Raye Bradburyho s podtitulkem Eseje o tvořivosti (Essays on Creativity). Eseje byly napsány v letech 1961–1990 a jejich tématem je radost z psaní. Bradbury v nich líčí, jak a proč se dokáže skutečně těšit ze svého „řemesla“, popisuje své zkušenosti z doby, kdy se sám učil psát a hledal svůj styl, snaží se vysvětlit, proč se mu obojí dařilo a ukazuje čtenářům, jak dosáhnout stejného výsledku.

## Seznam esejů ve sbírce
České vydání knihy obsahuje následujících deset esejů:
- The Joy of Writing (1973, Radost z psaní).
- Run Fast, Stand Still, Or, The Thing At the Top of the Stairs, Or, New Ghosts From Old Minds (1986, Uháněj, klidně stůj, neboli ta věc na schodech alias nové přízraky starých myslí).
- How To Keep and Feed a Muse (1961, Jak pěstovat a živit múzu).
- Drunk, and in Charge of a Bicycle (1980, Opilý držitel jízdního kola).
- Investing Dimes: Fahrenheit 451 (1982, Nikláková investice: 451 stupňů Fahrenheita).
- Just This Side of Byzantium: Dandelion Wine (1974, Pouze tento aspekt Byzance: Pampeliškové víno).
- On The Shoulders of Giants (1980, Na ramenou obrů).
- The Secret Mind (1965, Tajemná mysl).
- Zen in the Art of Writing (1973, Zen a umění psát).
- ...On Creativity (nedatováno, ...o tvořivosti).

Anglické vydání ještě obsahuje eseje The Long Road to Mars (1990) a Shooting Haiku in a Barrell (1982).

## Česká vydání
- Zen a umění psát, Pragma, Praha 1998, přeložila Alena Kottová.